# Alpha-Tropolone
L'α-tropolone est un dérivé de la tropone, porteur d'un groupe hydroxyle en position 2. C'est la plus stable des tropolones et est donc appelée par abus de langage simplement « tropolone ».

## Synthèse
Il existe au moins deux méthodes pour synthétiser la tropolone, la première par bromation de la cycloheptane-1,2-dione en présence de N-bromosuccinimide suivie d'une déshydrohalogénation à haute température, la seconde par condensation acyloïne de l'ester d'éthyle de l'acide pimélique, l'acyloïne ainsi formé étant ensuite oxydé par la dibrome:

## Propriétés
La tropolone est un inhibiteur de la polyphénol oxydase du raisin.